# Wereldkampioenschap Twenty20 2007
Het Wereldkampioenschap Twenty20 2007 is het wereldkampioenschap cricket in de vorm Twenty20, dat in Zuid-Afrika werd gehouden van 11 tot 24 september 2007. Aan het toernooi deden 12 landen mee. India werd wereldkampioen.

## Kwalificatie
De tien testcricketlanden waren direct geplaatst. De twee finalisten van de World Cricket League Division One van 2007 maakten het deelnemersveld compleet.

## Speelsteden
In drie steden werd gespeeld.
| Kaapstad                       | Durban             | Johannesburg       |
| ------------------------------ | ------------------ | ------------------ |
| Newlands Cricket Ground        | Kingsmead          | Wanderers Stadium  |
| Capaciteit: 22.000             | Capaciteit: 25.000 | Capaciteit: 34.000 |
|                                |                    |                    |
| · Kaapstad Durban Johannesburg |                    |                    |

## Wedstrijden
Alle tijden zijn in lokale tijd (UTC+2)

### Groepsfase
De landen werden ingedeeld in drie groepen, gebaseerd op de wereldranglijst van 1 maart 2007. De nummers een en twee uit elke groep gaan door naar de tweede ronde.
Groep A
| Team        | Ptn | Pld | W | L | NR | NRR    |
| ----------- | --- | --- | - | - | -- | ------ |
| Zuid-Afrika | 4   | 2   | 2 | 0 | 0  | +0.974 |
| Bangladesh  | 2   | 2   | 1 | 1 | 0  | +0.149 |
| West-Indië  | 0   | 2   | 0 | 2 | 0  | −1.233 |

| 11 september 18:00 | West-Indië 205/6 (20 overs) | v | Zuid-Afrika 208/2 (17.4 overs) | Zuid-Afrika wint met 8 wickets Wanderers Stadium, Johannesburg Umpires: Mark Benson (Eng) en Daryl Harper (Aus) |
| 11 september 18:00 |                             |   |                                | Zuid-Afrika wint met 8 wickets Wanderers Stadium, Johannesburg Umpires: Mark Benson (Eng) en Daryl Harper (Aus) |
|                    |                             |   |                                | |

| 13 september 10:00 | West-Indië 164/8 (20 overs) | v | Bangladesh 165/4 (18 overs) | Bangladesh wint met 6 wickets Wanderers Stadium, Johannesburg Umpires: Mark Benson (Eng) en Nigel Llong (Eng) |
| 13 september 10:00 |                             |   |                             | Bangladesh wint met 6 wickets Wanderers Stadium, Johannesburg Umpires: Mark Benson (Eng) en Nigel Llong (Eng) |
|                    |                             |   |                             | |

| 15 september 18:00 | Bangladesh 144 (20.0 overs) | v | Zuid-Afrika 146/3 (18.5 overs) | Zuid-Afrika wint met 7 wickets Newlands Cricket Ground, Kaapstad Umpires: Asad Rauf (Pak) en Tony Hill (NZ) |
| 15 september 18:00 |                             |   |                                | Zuid-Afrika wint met 7 wickets Newlands Cricket Ground, Kaapstad Umpires: Asad Rauf (Pak) en Tony Hill (NZ) |
|                    |                             |   |                                | |

Groep B
| Team      | Ptn | Pld | W | L | NR | NRR    |
| --------- | --- | --- | - | - | -- | ------ |
| Australië | 2   | 2   | 1 | 1 | 0  | +0.987 |
| Engeland  | 2   | 2   | 1 | 1 | 0  | +0.209 |
| Zimbabwe  | 2   | 2   | 1 | 1 | 0  | −1.196 |

| 12 september 18:00 | Australië 138/9 (20 overs) | v | Zimbabwe 139/5 (19.5 overs) | Zimbabwe wint met 5 wickets Newlands Cricket Ground, Kaapstad Umpires: Asad Rauf (Pak) en Tony Hill (NZ) |
| 12 september 18:00 |                            |   |                             | Zimbabwe wint met 5 wickets Newlands Cricket Ground, Kaapstad Umpires: Asad Rauf (Pak) en Tony Hill (NZ) |
|                    |                            |   |                             | |

| 13 september 14:00 | Engeland 188/9 (20 overs) | v | Zimbabwe 138/8 (20 overs) | Engeland wint met 50 runs Newlands Cricket Ground, Kaapstad Umpires: Asad Rauf (Pak) en Ian Howell (SA) |
| 13 september 14:00 |                           |   |                           | Engeland wint met 50 runs Newlands Cricket Ground, Kaapstad Umpires: Asad Rauf (Pak) en Ian Howell (SA) |
|                    |                           |   |                           | |

| 14 september 14:00 | Engeland 135 (20 overs) | v | Australië 136/2 (14.5 overs) | Australië wint met 8 wickets Newlands Cricket Ground, Kaapstad Umpires: Asad Rauf (Pak) en Ian Howell (SA) |
| 14 september 14:00 |                         |   |                              | Australië wint met 8 wickets Newlands Cricket Ground, Kaapstad Umpires: Asad Rauf (Pak) en Ian Howell (SA) |
|                    |                         |   |                              | |

Groep C
| Team          | Ptn | Pld | W | L | NR | NRR    |
| ------------- | --- | --- | - | - | -- | ------ |
| Sri Lanka     | 4   | 2   | 2 | 0 | 0  | +4.721 |
| Nieuw-Zeeland | 2   | 2   | 1 | 1 | 0  | +2.396 |
| Kenia         | 0   | 2   | 0 | 2 | 0  | −8.047 |

| 12 september 10:00 | Kenia 73 (16.5 overs) | v | Nieuw-Zeeland 74/1 (7.4 overs) | Nieuw-Zeeland wint met 9 wickets Kingsmead, Durban Umpires: Billy Doctrove (WI) en Simon Taufel (Aus) |
| 12 september 10:00 |                       |   |                                | Nieuw-Zeeland wint met 9 wickets Kingsmead, Durban Umpires: Billy Doctrove (WI) en Simon Taufel (Aus) |
|                    |                       |   |                                | |

| 14 september 10:00 | Sri Lanka 260/6 (20 overs) | v | Kenia 88 (19.3 overs) | Sri Lanka wint met 172 runs Wanderers Stadium, Johannesburg Umpires: Daryl Harper (Aus) en Nigel Llong (Eng) |
| 14 september 10:00 |                            |   |                       | Sri Lanka wint met 172 runs Wanderers Stadium, Johannesburg Umpires: Daryl Harper (Aus) en Nigel Llong (Eng) |
|                    |                            |   |                       | |

| 15 september 14:00 | Nieuw-Zeeland 164/7 (20 overs) | v | Sri Lanka 168/3 (18.5 overs) | Sri Lanka wint met 7 wickets Wanderers Stadium, Johannesburg Umpires: Mark Benson (Eng) Daryl Harper (Aus) |
| 15 september 14:00 |                                |   |                              | Sri Lanka wint met 7 wickets Wanderers Stadium, Johannesburg Umpires: Mark Benson (Eng) Daryl Harper (Aus) |
|                    |                                |   |                              | |

Groep D
| Team      | Ptn | Pld | W | L | NR | NRR    |
| --------- | --- | --- | - | - | -- | ------ |
| India     | 3   | 2   | 1 | 0 | 1  | 0.000  |
| Pakistan  | 2   | 2   | 1 | 1 | 0  | +1.275 |
| Schotland | 1   | 2   | 0 | 1 | 1  | −2.550 |

| 12 september 14:00 | Pakistan 171/9 (20 overs) | v | Schotland 120 (19.5 overs) | Pakistan wint met 51 runs Kingsmead, Durban Umpires: Steve Davis (Aus) en Simon Taufel (Aus) |
| 12 september 14:00 |                           |   |                            | Pakistan wint met 51 runs Kingsmead, Durban Umpires: Steve Davis (Aus) en Simon Taufel (Aus) |
|                    |                           |   |                            |                                                                                              |

| 13 september 18:00 | India | v | Schotland | No Result Kingsmead, Durban Umpires: Steve Davis (Aus) en Simon Taufel (Aus) |
| 13 september 18:00 |       |   |           | No Result Kingsmead, Durban Umpires: Steve Davis (Aus) en Simon Taufel (Aus) |
|                    |       |   |           |                                                                              |

| 14 september 18:00 | India 141/9 (20 overs) | v | Pakistan 141/7 (20 overs) | India won de bowl-out met 3–0 Kingsmead, Durban Umpires: Billy Doctrove (WI) en Simon Taufel (Aus) |
| 14 september 18:00 |                        |   |                           | India won de bowl-out met 3–0 Kingsmead, Durban Umpires: Billy Doctrove (WI) en Simon Taufel (Aus) |
|                    |                        |   |                           | |

### Super 8
De acht landen werden in twee groepen gedeeld. De nummers een en twee gaan naar de halve finales. De groepen waren op voorhand in ingedeeld op basis van de positie van de testlanden op de wereldranglijst. De prestatie van de landen die zich plaatsten in de eerste ronde, had geen invloed op de indeling. Bangladesh, het enige land dat zich ten koste van testland West-Indië plaatste, nam de voor West-Indië gereserveerde plaats in groep 2 over.
Groep 1
| Team          | Ptn | Pld | W | L | NR | NRR    |
| ------------- | --- | --- | - | - | -- | ------ |
| India         | 4   | 3   | 2 | 1 | 0  | +0.750 |
| Nieuw-Zeeland | 4   | 3   | 2 | 1 | 0  | +0.050 |
| Zuid-Afrika   | 4   | 3   | 2 | 1 | 0  | −0.116 |
| Engeland      | 0   | 3   | 0 | 3 | 0  | −0.700 |

| 16 september 10:00 | Nieuw-Zeeland 190 (20 overs) | v | India 180/9 (20 overs) | Nieuw-Zeeland wint met 10 runs Wanderers Stadium, Johannesburg Umpires: Mark Benson (Eng) en Nigel Llong (Eng) |
| 16 september 10:00 |                              |   |                        | Nieuw-Zeeland wint met 10 runs Wanderers Stadium, Johannesburg Umpires: Mark Benson (Eng) en Nigel Llong (Eng) |
|                    |                              |   |                        | |

| 16 september 18:00 | Zuid-Afrika 154/8 (20 overs) | v | Engeland 135/7 (20 overs) | Zuid-Afrika wint met 19 runs Newlands Cricket Ground, Kaapstad Umpires: Asad Rauf (Pak) en Tony Hill (NZ) |
| 16 september 18:00 |                              |   |                           | Zuid-Afrika wint met 19 runs Newlands Cricket Ground, Kaapstad Umpires: Asad Rauf (Pak) en Tony Hill (NZ) |
|                    |                              |   |                           | |

| 18 september 10:00 | Nieuw-Zeeland 164/9 (20 overs) | v | Engeland 159/8 (20 overs) | Nieuw-Zeeland wint met 5 runs Kingsmead, Durban Umpires: Billy Doctrove (WI) en Simon Taufel (Aus) |
| 18 september 10:00 |                                |   |                           | Nieuw-Zeeland wint met 5 runs Kingsmead, Durban Umpires: Billy Doctrove (WI) en Simon Taufel (Aus) |
|                    |                                |   |                           | |

| 19 september 14:00 | Nieuw-Zeeland 153/8 (20 overs) | v | Zuid-Afrika 158/4 (19.1 overs) | Zuid-Afrika wint met 6 wickets Kingsmead, Durban Umpires: Billy Doctrove (WI) en Simon Taufel (Aus) |
| 19 september 14:00 |                                |   |                                | Zuid-Afrika wint met 6 wickets Kingsmead, Durban Umpires: Billy Doctrove (WI) en Simon Taufel (Aus) |
|                    |                                |   |                                | |

| 19 september 18:00 | India 218/4 (20 overs) | v | Engeland 200/6 (20 overs) | India wint met 18 runs Kingsmead, Durban Umpires: Billy Doctrove (WI) en Simon Taufel (Aus) |
| 19 september 18:00 |                        |   |                           | India wint met 18 runs Kingsmead, Durban Umpires: Billy Doctrove (WI) en Simon Taufel (Aus) |
|                    |                        |   |                           |                                                                                             |

| 20 september 18:00 (scorecard) | India 153/5 (20 overs) | v | Zuid-Afrika 116/9 (20 overs) | India wint met 37 runs Kingsmead, Durban Umpires: Billy Doctrove (WI) en Simon Taufel (Aus) |
| 20 september 18:00 (scorecard) |                        |   |                              | India wint met 37 runs Kingsmead, Durban Umpires: Billy Doctrove (WI) en Simon Taufel (Aus) |
|                                |                        |   |                              |                                                                                             |

Groep 2
| Team       | Ptn | Pld | W | L | NR | NRR    |
| ---------- | --- | --- | - | - | -- | ------ |
| Pakistan   | 6   | 3   | 3 | 0 | 0  | +0.843 |
| Australië  | 4   | 3   | 2 | 1 | 0  | +2.256 |
| Sri Lanka  | 2   | 3   | 1 | 2 | 0  | −0.697 |
| Bangladesh | 0   | 3   | 0 | 3 | 0  | −2.031 |

| 16 september 14:00 | Bangladesh 123/8 (20 overs) | v | Australië 124/1 (13.5 overs) | Australië wint met 9 wickets Newlands Cricket Ground, Kaapstad Umpires: Asad Rauf (Pak) en Ian Howell (SA) |
| 16 september 14:00 |                             |   |                              | Australië wint met 9 wickets Newlands Cricket Ground, Kaapstad Umpires: Asad Rauf (Pak) en Ian Howell (SA) |
|                    |                             |   |                              | |

| 17 september 18:00 | Pakistan 189/6 (20 overs) | v | Sri Lanka 156/9 (20 overs) | Pakistan wint met 33 runs Wanderers Stadium, Johannesburg Umpires: Daryl Harper (Aus) en Nigel Llong (Eng) |
| 17 september 18:00 |                           |   |                            | Pakistan wint met 33 runs Wanderers Stadium, Johannesburg Umpires: Daryl Harper (Aus) en Nigel Llong (Eng) |
|                    |                           |   |                            | |

| 18 september 14:00 | Australië 164/7 (20 overs) | v | Pakistan 165/4 (19.1 overs) | Pakistan wint met 6 wickets Wanderers Stadium, Johannesburg Umpires: Mark Benson (Eng) en Nigel Llong (Eng) |
| 18 september 14:00 |                            |   |                             | Pakistan wint met 6 wickets Wanderers Stadium, Johannesburg Umpires: Mark Benson (Eng) en Nigel Llong (Eng) |
|                    |                            |   |                             | |

| 18 september 18:00 | Sri Lanka 147/5 (20 overs) | v | Bangladesh 83 (15.5 overs) | Sri Lanka wint met 64 runs Wanderers Stadium, Johannesburg Umpires: Mark Benson (Eng) en Daryl Harper (Aus) |
| 18 september 18:00 |                            |   |                            | Sri Lanka wint met 64 runs Wanderers Stadium, Johannesburg Umpires: Mark Benson (Eng) en Daryl Harper (Aus) |
|                    |                            |   |                            | |

| 20 september 10:00 | Sri Lanka 101 (19.3 overs) | v | Australië 102/0 (10.2 overs) | Australië wint met 10 wickets Newlands Cricket Ground, Kaapstad Umpires: Asad Rauf (Pak) en Ian Howell (SA) |
| 20 september 10:00 |                            |   |                              | Australië wint met 10 wickets Newlands Cricket Ground, Kaapstad Umpires: Asad Rauf (Pak) en Ian Howell (SA) |
|                    |                            |   |                              | |

| 20 september 14:00 | Bangladesh 140 (19.4 overs) | v | Pakistan 141/6 (19 overs) | Pakistan wint met 4 wickets Newlands Cricket Ground, Kaapstad Umpires: Ian Howell (SA) en Tony Hill (NZ) |
| 20 september 14:00 |                             |   |                           | Pakistan wint met 4 wickets Newlands Cricket Ground, Kaapstad Umpires: Ian Howell (SA) en Tony Hill (NZ) |
|                    |                             |   |                           | |

### Halve finale
| 22 september 13:00 (scorecard) | Nieuw-Zeeland 143/8 (20 overs) | v | Pakistan 147/4 (18.5 overs) | Pakistan wint met 6 wickets Newlands Cricket Ground, Kaapstad Umpires: Daryl Harper (AUS) en Simon Taufel (AUS) |
| 22 september 13:00 (scorecard) |                                |   |                             | Pakistan wint met 6 wickets Newlands Cricket Ground, Kaapstad Umpires: Daryl Harper (AUS) en Simon Taufel (AUS) |
|                                |                                |   |                             | |

| 22 september 18:00 (scorecard) | India 188/5 (20 overs) | v | Australië 173/7 (20 overs) | India wint met 15 runs Kingsmead, Durban Umpires: Asad Rauf (PAK) en Mark Benson (ENG) |
| 22 september 18:00 (scorecard) |                        |   |                            | India wint met 15 runs Kingsmead, Durban Umpires: Asad Rauf (PAK) en Mark Benson (ENG) |
|                                |                        |   |                            |                                                                                        |

### Finale
| 24 september 14:00 (scorecard) | India 157/5 (20 overs) | v | Pakistan 152 (19.3 overs) | Wanderers Stadium, Johannesburg |
| 24 september 14:00 (scorecard) |                        |   |                           | Wanderers Stadium, Johannesburg |
|                                |                        |   |                           |                                 |

Regulier wereldkampioenschap (One Day International)
Wereldkampioenschap Twenty20

Wereldkampioenschap testcricket